# Аболин, Андрей Яковлевич
Андре́й Я́ковлевич Аболин (латыш. Andrejs Āboliņš, 28 июня 1858, Лифляндская губерния — 3 декабря 1933, Пятигорск) — главный садовник Старо-Русского курорта (1891—1908), главный садовник Кавказских Минеральных Вод (1908—1928), активный участник Российского общества садоводства.

## Биография
Андрейс Аболиньш, по национальности латыш, родился 28 июня 1858 года на хуторе Свекены Медзултской волости Венденского уезда Лифляндской губернии в семье безземельного крестьянина. В местечке Лидери окончил начальную школу. Подрабатывая в саду баронского имения, готовился к поступлению в учительскую семинарию в Риге. В семинарию не был принят, хотя экзамены сдал успешно.
Свою трудовую деятельность начал в садовом заведении Гегингера, далее в садоводстве Е. Вагнера, а затем в именье Хилл в Засулавке. В 1880 году работал на новой даче в Лигове под Петербургом. Выполнив устройство сада на даче, поступил в Петербургский Императорский Ботанический сад к заслуженному садоводу Э. И. Эндеру. Тогда же он прослушал вечерние курсы при Российском обществе садоводства под руководством доктора ботаники Э. Л. Регеля.
По окончании курсов 25 марта 1884 года избран действительным членом Российского общества садоводства и перешёл в крупное садовое хозяйство Альфреда Вишоу в дачной местности Мурино под Петербургом. Освоил культуру выращивания декоративных и цветочных культур для нужд самого хозяйства и его водолечебницы. С 1884 года принимал участие в устраиваемых обществом садоводства выставках, сотрудничал в журнале общества «Вестник садоводства». В 1890 году на очередной выставке садоводства в Петербурге получил за свои экспонаты первую серебряную медаль.
« № 1   Аболин А.Я., СПб  За группу Dianthus Caryophyllus - Малая серебряная медаль
№ 233 Эндер Э.И., старший садовник Императорского ботанического сада,СПб За труды по устройству и украшению выставки - Премия г. Председателя организационной комиссии С.Н.Худякова
»..

## Деятельность вСтарой Руссе
В феврале 1891 году рекомендован директору курорта Старорусских минеральных вод С. В. Тиличееву на должность садовника как опытный и энергичный работник.
Хозяйство курорта было небольшое, полностью запущенное и не соответствующее возросшим потребностям курорта. По инициативе Аболина были выстроены две новые теплицы, в них располагались декоративные растения, в том числе орхидеи, пальмы и крупные банановые деревья, использовавшиеся как декоративный материал. В середине 1890-х годов в теплицах в качестве опыта выращивались ананасы.
Занимаясь выращиванием кротонов, путём гибридизации А. Я. Аболин вывел несколько новых разновидностей и на международной выставке 1899 года в Петербурге за свою роскошную коллекцию получил три медали.
«А.Я. Аболин, старший садовник минеральных вод в Старой Руссе (Новгородская губерния): две  разновидности кротонов, полученных в 1896 г. при перекрестном опылении между кротоном Alexandre III и guinensis и названные: одна «Старая Русса», другая «Проба» - среднюю золотую медаль; Pandanus Veitchi - малую золотую медаль; Schismatoglottis robusta - малую серебряную медаль»..
Выстроенные теплицы были оборудованы паровым отоплением, более рентабельным, чем отопление кирпичными боровами. В ежегоднике Рижского общества садоводства А. Я. Аболин напечатал статью о преимуществе центрального отопления.
За время его работы в садоводстве Старорусского курорта в несколько раз увеличилась площадь парников для выгонки летних цветов — до 300 рам. На отдельной площадке был устроен большой розарий. В парке начались проводиться крупномасштабные работы. За счёт прилегавших к парку частных владений и пустырей казённой земли, площадь парка постепенно увеличилась втрое — до 49 гектаров. Были устроены дорожки, проложен дренаж и высажено большое количество деревьев. Эта часть парка стала называться новым парком.
Из года в год ширилась деятельность садоводства, увеличивалось число теплиц, парников и цветочных растений. Вместо сотен растений в 1891 году, уже в первые годы нового XX столетия их было многие тысячи. Доходность садоводства к началу 1900-х годов поднялась до 2000 рублей в год.
В Старорусский период своей деятельности А. Я. Аболин ещё активнее работал в Российском обществе садоводства. Участвовал в съездах по садоводству в Риге и в Петербурге, был экспертом в выставочных комиссиях. За долговременную работу в садоводстве им выведены новые разновидности растений, установлены новые приёмы культивирования некоторых растений, что засвидетельствовано на многочисленных выставках, в которых он участвовал. Только за период 1891—1907 годов на выставках садоводства, в том числе на одной международной, им получено 15 медалей, из них: четыре золотых, девять серебряных и две бронзовых. Кроме того, один почётный диплом и одна денежная премия имени И. С. Пловашина.
В разное время А. Я. Аболиным было напечатано 19 статей в садовых журналах по различным вопросам садоводства. В 1893 году при его участии в Старой Руссе было организовано отделение Российского общества садоводства, в котором объединились садоводы-любители города и окрестностей.
«Отдел Общества в городе Старой Руссе, открывшийся 13 июля, при 63 действительных членах, избрал председателем Сергея Васильевича Тиличеева, секретарем Бронислава Зелиславовича Латунскаго, казначеем Ал. Каз. Рудковскаго и членами правления К.Ф. Энттера, А.Я. Аболина и И.И. Марциновского. Отделом поставлены следующие задачи: составление библиотеки, собирание коллекции насекомых и учреждение справочного бюро»..
16 августа 1893 г. по инициативе члена отдела, главного садовника курорта А. Я. Аболина и при поддержке директора курорта прошёл садовый базар.
В 1894 году на участке близ земской больницы был устроен временный питомник, для которого выписывали лучшие сорта деревьев, кустарников и семена из помологического питомника А. Э. Регеля и Я. К. Кессельринга в Петербурге. При питомнике стали проводиться регулярные курсы по плодоводству и огородничеству. По окончании стажировки при посредничестве Общества садоводства и по рекомендации А. Я. Аболина, молодые садовники направлялись в курортные или частные садоводства.
А. Я. Аболин участвовал в организации и открытии в 1899 году Рижского отделения Российского общества садоводства, в Рижских выставках садоводства. В 1904 году он был избран почётным пожизненным членом Рижского отделения.
Андрей Яковлевич Аболин проработал главным садовником Старорусских минеральных вод 17 лет.

## Деятельность вПятигорске
В 1907 году директора Старорусского курорта С. В. Тиличеева переводят на Кавказские минеральные воды.
В 1908 году Аболин принимает приглашение С. В. Тиличеева занять место главного садовника Кавказских курортов, включавшего четыре курортные группы: Пятигорскую, Кисловодскую, Есентуковскую и Железноводскую. В должности главного садовника Кавказских курортов Аболин осуществлял общее руководство садовниками всех четырёх групп.
Площадь одних только парков, разбросанных на четырёх курортах составляла 295 га.
«…прочитывается присланное пожизненнымъ членом Рижскаго Отдела, главным садовником Кавказскихъ Минеральныхъ вод А.Я. Аболиным  описание парков этих вод. По предложенію Председателя Собраніе  постановило высказать референтамъ благодарность за присылку рефератовъ»..
Совместно с садовником каждой группы намечались конкретные места, конфигурация и подбор растений — для новых насаждений, необходимые работы по переустройству и укреплению аллей и дорожек в парках, разрабатывалась технология выращивания и посадки растений, в зависимости от климатических условий каждой курортной группы. На каждом из четырёх курортов помимо работы по благоустройству парков были устроены розарии, с каждым годом увеличивались площади цветочного оформления, повышалась доходность курортных хозяйств за счёт наращивания продаж культуры срезочных цветов.
Вскоре после приезда на Кавказ, Аболин организовал в Пятигорске Северо-Кавказское отделение Российского общества садоводства. Общество стало издавать свой журнал «Садоводство и виноградарство», ответственным секретарём которого он был.
Ко времени начала первой мировой войны садоводство Кавказских минеральных вод успешно справлялось с поставленной ему задачей — достойного украшения курортов. Парки содержались в должном порядке. Цветочные насаждения в парках отличались декоративностью и яркостью окрасок. Заботливый уход обеспечивал хорошее состояние парков.
На Кавказских минеральных водах Аболин ежегодно на каждой группе устраивал местные выставки садоводства для пропаганды садового дела и с целью соревнования садоводов. За плодотворную работу по организации выставок он был награждён большой золотой медалью, почётным дипломом и денежной наградой.
А. Я. Аболин вышел на пенсию в 1928 году в возрасте 70 лет, проработав в разных садоводствах 52 года. После выхода на пенсию, в 1931 и 1932 годах его пригласили в Гагры на временную работу по устройству парка. За короткое время пребывания в Гаграх он посадил кипарисовую рощицу у музея, одну пальмовую аллею и разбил ковровый цветник.
Умер А. Я. Аболин 3 декабря 1933 года в Пятигорске и похоронен на старом Пятигорском кладбище.

## Печатные труды
- Водяное отопление в оранжерее Старорусских минеральных вод // Вестник садоводства, плодоводства, и огородничества, 1907 г.,сентябрь. Санкт-Петербург, стр. 502—509.
- Культура камелий // Вестник садоводства, плодоводства, и огородничества, 1907 г., октябрь, Санкт-Петербург, стр. 544.
- Садоводство на Кавказских Минеральных водах // Вестник садоводства, плодоводства, и огородничества, 1909 г., сентябрь Санкт-Петербург, стр. 612—620.
- В культуре Sonerilla marmorata // Вестник Императорского Российского Общества Садоводства, 1895 г., июнь, Санкт-Петербург, стр. 431—432.
- Азалии и Рододендроны // Вестник Императорского Российского Общества Садоводства, 1905 г, № 3-4, Санкт-Петербург, стр. 96-105.
- Черенки и уход за ними // Вестник Императорского Российского Общества Садоводства, 1904 г, № 6-7, Санкт-Петербург, стр. 1.
- Никоциана Сандере // Вестник Императорского Российского Общества Садоводства, 1906 г, № 8, Санкт-Петербург, стр. 361—365.
- Несколько слов о неоконченном опыте применения полисульфидов // Вестник Императорского Российского Общества Садоводства, 1910 г, № 4, Санкт-Петербург, стр. 270—271.
- Розы // Вестник Императорского Российского Общества Садоводства, 1912 г, Санкт-Петербург, стр. 625—642.